# Élections législatives biélorusses de 1995
Des élections législatives eurent lieu en Biélorussie le 14 mai 1995. Il s'agissait d'élire les députés de la Chambre des représentants. La majorité des candidats élus étaient des indépendants, bien que 62 sièges soient restés vacants en raison d'une forte abstention. Un total de 2 348 candidats et 22 partis ont participé aux élections, dont près d'un millier étaient des indépendants. 
Après les deux tours prévus, seulement 119 sièges ont été pourvus, bien en deçà des 174 nécessaires pour atteindre le quorum. Bien que d'autres élections étaient planifiées pour l'année 1996 pour pourvoir les sièges restants, à la suite des modifications apportées à la Constitution et la formation ultérieure d'une nouvelle Assemblée nationale, elles n'ont pas eu lieu.
Les observateurs étrangers notent que les élections n'ont pas été libres et équitables. Ces élections font suite à un référendum qui concernait la possibilité de donner au russe un statut d'égalité avec le biélorusse, si de nouveaux symboles nationaux devraient être adoptés, s'il devrait y avoir une intégration économique avec la Russie et si les modifications apportées la constitution devraient permettre des élections anticipées dans le cas où le Parlement viole systématiquement la constitution. Celui-ci est adopté avec une participation de 64,8 %.

## Résultats
Le Parti des communistes de Biélorussie (42 sièges) et le Parti agrarien de Biélorussie (33 sièges) obtinrent la majorité au sein du Parlement.